# Camptochaete curvata
Camptochaete curvata är en bladmossart som beskrevs av Tangney 1997. Camptochaete curvata ingår i släktet Camptochaete och familjen Lembophyllaceae. Inga underarter finns listade i Catalogue of Life.